# Bélafi Antal
Bélafi Antal (Kislőd, 1925. november 26.  – Budapest, 1992. szeptember 29.) politikus, országgyűlési képviselő, mezőgazdász.

## Élete
Bélafi Antla Kislődön született. Középiskolai tanulmányait Budapesten és Veszprémben végezte. 1945-ben belépett a Független Kisgazda Pártba (FKGP). Az 1956-os forradalom idején részt vett az FKGP átszervezésében. Az ötvenes években politikai okok miatt bebörtönözték. Szabadulása után rakodógép kezelőként dolgozott.
Bélafi az 1990-es parlamenti választáson mandátumot szerzett az FKGP Veszprém megyei pártlistáján. 1992 február 23-tól tagja lett a Környezetvédelmi Bizottságnak. 1992 februárjában csatlakozott az FKGP-ből kivált Egyesült Kisgazda Párthoz (EKGP), amely Antall József kabinetjét támogatta,  Torgyán József által vezetett kisgazda-frakcióval szemben. Bélafi 1992. szeptember 29-én meghalt, mandátumát Sümegi Sándorné kapta meg 1992. november 2-án.